# San Escobar

Fikcyjna flaga San Escobar, stworzona przez internautów

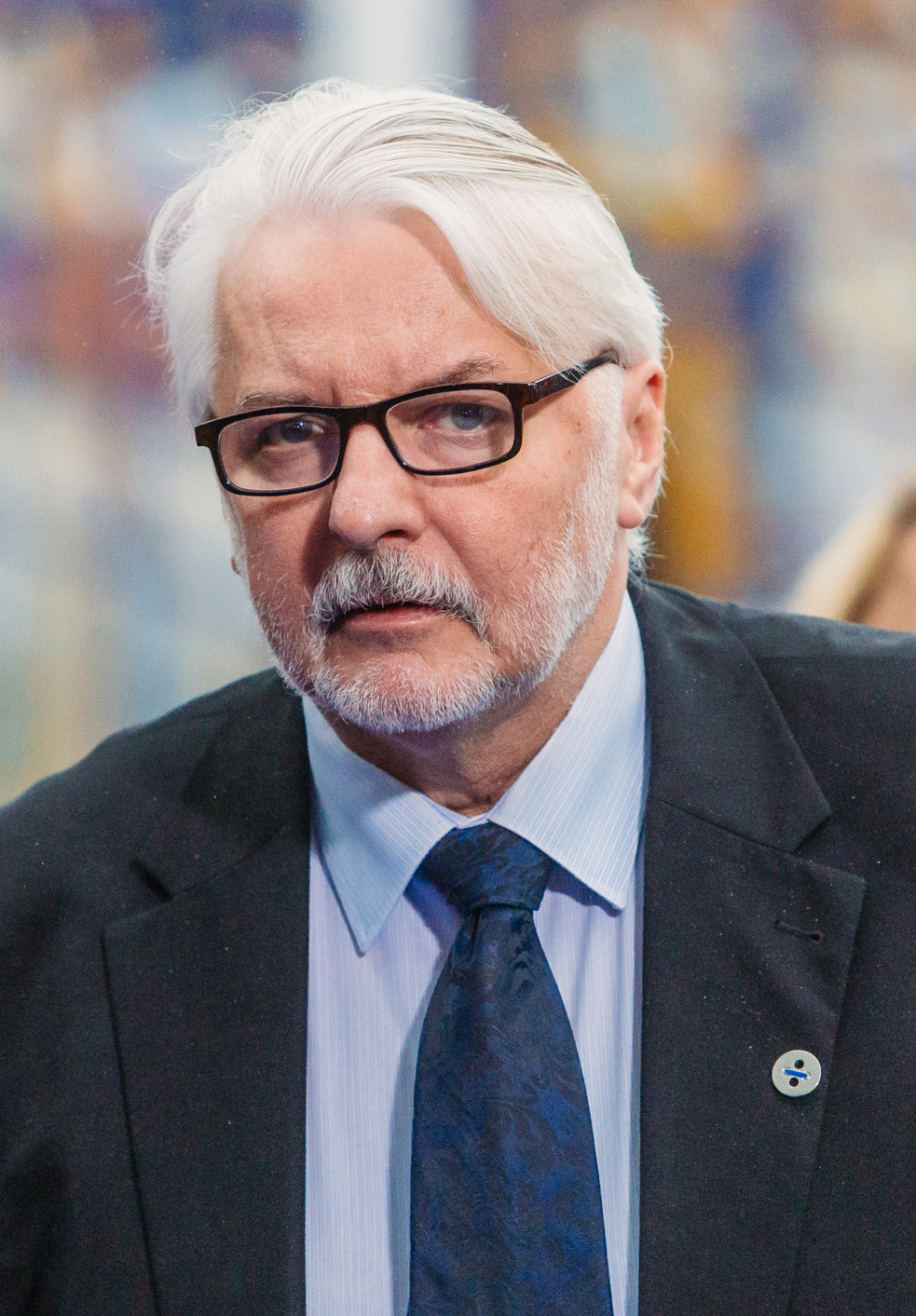
Witold Waszczykowski

San Escobar – nazwa nieistniejącego państwa użyta przez ministra spraw zagranicznych Witolda Waszczykowskiego w wywiadzie dla mediów 10 stycznia 2017, po powrocie z obrad Rady Bezpieczeństwa ONZ w Nowym Jorku. Wypowiedź ta była komentowana w Polsce i na świecie. Na jej podstawie powstało wiele memów oraz fałszywych wiadomości o humorystycznym charakterze. Według oświadczeń złożonych później przez Witolda Waszczykowskiego oraz rzecznik MSZ Joannę Wajdę chodziło o Saint Kitts i Nevis.

## Kontekst i sprostowania
W 2009 Polska zgłosiła swoją kandydaturę na niestałego członka Rady Bezpieczeństwa Organizacji Narodów Zjednoczonych. W styczniu 2017 Polska była reprezentowana na obradach RB ONZ przez ministra spraw zagranicznych Witolda Waszczykowskiego, który po szczycie miał spotkać się z ministrami spraw zagranicznych Belize oraz Saint Kitts i Nevis celem uzyskania poparcia wśród innych państw członkowskich.
Po powrocie z Nowego Jorku Witold Waszczykowski udzielił wywiadu dla mediów na temat obrad RB ONZ:

W każdym takim spotkaniu, chociaż trwa ono dzień, czy dwa, mamy okazję, no, prawie do 20 spotkań odbyć się z różnymi ministrami. Z niektórymi, jak na przykład na Karaibach, po raz pierwszy chyba w historii naszej dyplomacji – na przykład z takimi krajami jak San Escobar albo Belize. No a każdy z tych krajów to jest jeden głos w Radzie, w Zgromadzeniu Ogólnym tutaj w ONZ-ecie.

Ministerstwo Spraw Zagranicznych opublikowało wypowiedź ministra na swojej stronie internetowej oraz na oficjalnym kanale ministerstwa na YouTube, wycinając jedynie fragment wypowiedzi z „San Escobar albo Belize”. W Internecie pojawiły się później memy wyśmiewające ministra i jego pomyłkę.
10 stycznia 2017 Joanna Wajda, rzecznik prasowy MSZ, wydała na Twitterze oświadczenie, że w swojej wypowiedzi minister Waszczykowski przejęzyczył się, mając na myśli rozmowę z ministrem spraw zagranicznych państwa San Cristóbal y Nieves. Następnego dnia Witold Waszczykowski, w wywiadzie udzielonym dla telewizji, sprostował swoje słowa, twierdząc, że miał na myśli państwo znane pod dwoma nazwami: St. Kitts and Nevis i San Cristobal albo Christopher, a użycie niefortunnej nazwy tłumaczył przejęzyczeniem spowodowanym długim czasem podróży.
Nazwa państwa Saint Kitts i Nevis faktycznie pochodzi od imienia świętego Krzysztofa, co po hiszpańsku brzmi San Cristóbal, a po angielsku Saint Christopher. Urzędowym językiem tego państwa jest jednak angielski, a nie hiszpański. Obie nazwy są zatwierdzone przez konstytucję Saint Kitts i Nevis z 1983, jednak oficjalna nazwa używana przez ONZ to „Saint Kitts and Nevis” (a nie „San Christopher and Nevis”).

## Skutki wypowiedzi
Wypowiedź była szeroko komentowana w Polsce i na świecie. O wpadce polskiego ministra spraw zagranicznych informowały media w Europie Zachodniej i Stanach Zjednoczonych, w tym The New York Times, BBC oraz The Washington Post, gdzie pojawił się artykuł z wieloma dowcipami na temat „nowo powstałego” państwa.
Profile San Escobar zostały utworzone w serwisach społecznościowych Twitter i Facebook – ten ostatni przez Jarosława Kubickiego, działacza Partii Razem. Publikowano na nich memy dotyczące tego państwa. Paulina Młynarska i Julia Chmielnik, jako efemeryczny zespół Chicas de San Escobar, nagrały piosenkę o San Escobar zatytułowaną Słodki presidente. W Internecie pojawił się także fragment utworu śpiewany przez Młynarską i Michała Szpaka. Zespół Big Cyc nagrał z kolei utwór Viva San Escobar. Zdaniem Krzysztofa Skiby odtworzenie tej piosenki na antenie Radia Gdańsk było przyczyną zdjęcia z anteny audycji prowadzonej przez muzyka i dziennikarza Jarosława Janiszewskiego. Wzmianka o San Escobar pojawiła się również w refrenie piosenki pt. Polskie Mexico, nagranej przez Cleo duecie z Lexy Chaplin. W ramach grupy RMF działalność rozpoczęła tematyczna „stacja radiowa” o profilu muzycznym – RMF San Escobar – oferująca na portalu internetowym „gorące, latynoskie rytmy i największe taneczne przeboje (...), by nieco rozgrzać się w chłodne, zimowe dni!”.
Drugi odcinek, drugiego sezonu programu Kabaret na żywo, nadany w marcu 2017, zatytułowany był Igrzyska w San Escobar. W dwunastym odcinku pt. „27:1” pierwszego sezonu komediowego serialu politycznego online Ucho prezesa, wizytę prezesowi składa „minister – bohater i odkrywca” San Escobar. O eskapadzie lotniczej „prosto na San Escobar” wspomina postać epizodyczna goszcząca w klubie „Speluno”, w odcinku 108 pt. „Misiek na dyskotece” animowanego serialu komediowym Blok Ekipa. Na łódzkiej „Filmówce” powstała także etiuda szkolna w reż. Aleksandry Okońskiej i Małgorzaty Anny Jakubowskiej pt. „SAN ESCOBAR”.
Nazwa nieistniejącego państwa funkcjonuje także w postaci urbanonimów: w Opolu oraz w Świdnicy powstały lokale o nazwie „San Escobar”, w Bydgoszczy zaś restauracja z mini-plażą i ogródkiem letnim „Sanesco”. W kilku miastach Polski miały miejsce happeningi uliczne KOD-u, w Krakowie „Konsulat Generalny Republiki San Escobar”, zaś w Bydgoszczy na primaaprilisowym Regionalnym Jarmarku Absurdu otwarto „Honorowy Konsulat San Escobar”. Inspirowaną nazwę posiada także beskidzki ośrodek wypoczynkowy w Jaszczurowej.
Sam minister Waszczykowski w wywiadzie dla RMF FM przyznał, że śmieszy go ten temat, i zażartował:

Wczoraj nawet na przyjęciu u prezydenta z posłami Prawa i Sprawiedliwości zakładaliśmy, że trzeba stworzyć grupę parlamentarną polsko-escobarską. (...) [Będziemy jeździli na San Escobar bez wizy?] Bez wizy. Oczywiście, tak jest. [...jak tam dotrzeć?] Tramwajem, tramwajem.

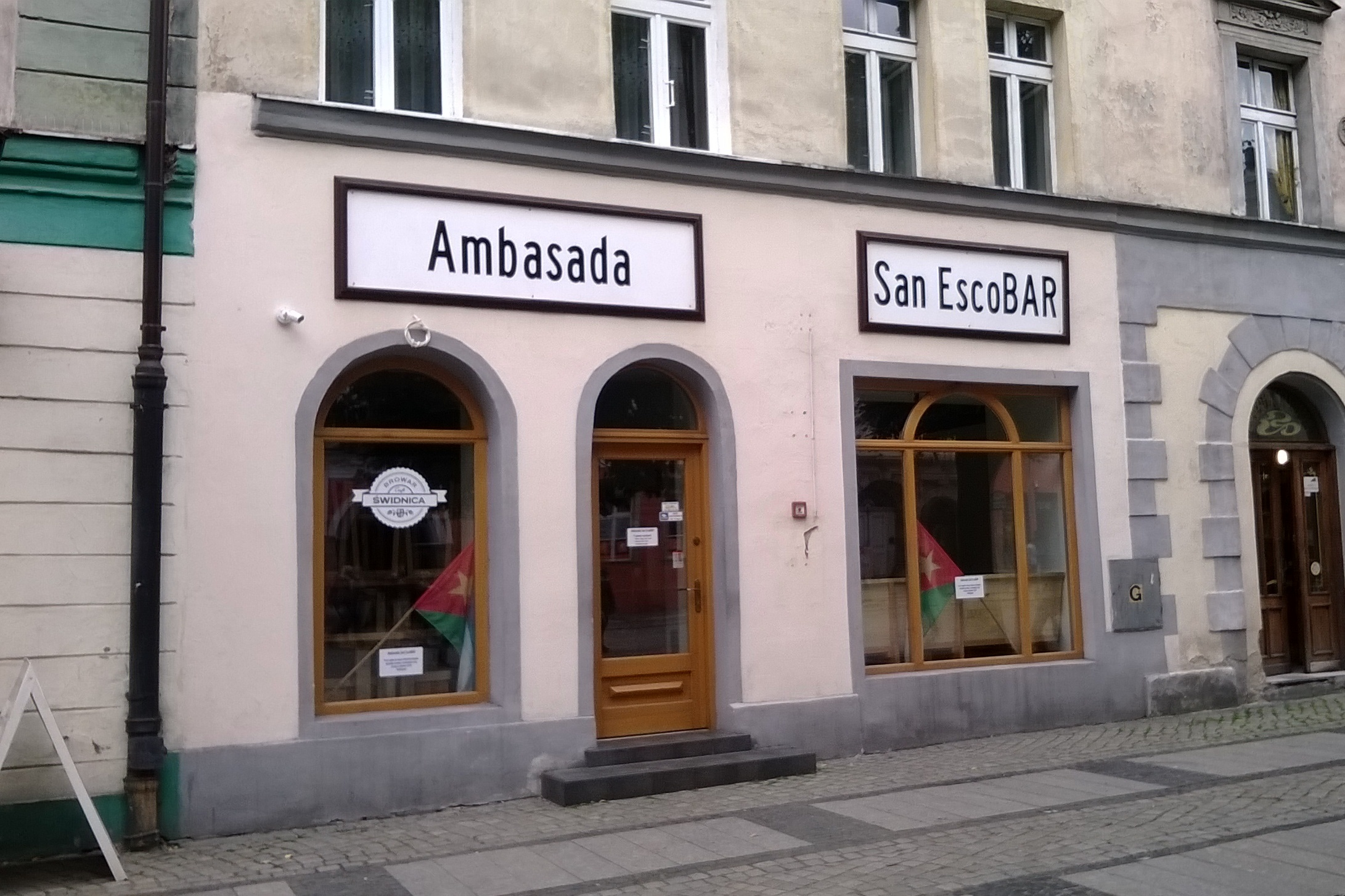
„Ambasada San EscoBAR”, piwiarnia otwarta w sierpniu 2017 w Świdnicy

Memy powstałe w oparciu o wypowiedź Waszczykowskiego wykorzystują głównie znane nazwy brzmiące w egzotyczny sposób i nadają im znaczenie różnych elementów państwowości San Escobar. Stwierdzono, że stolicą jest Santo Subito (wł. „święty natychmiast” – hasło towarzyszące pogrzebowi św. Jana Pawła II), jednym z głównych miast jest Al Pacino (aktor o takim nazwisku), które leży w okręgu De Niro (nawiązanie do aktora i reżysera Roberta De Niro). Śmigłowce bojowe San Escobar noszą nazwę Desperados (marka piwa), a zamontowano w nich rakiety Jalapeño (jedna z odmian papryki chilli). Inne memy mówią o Lechu Kaczyńskim i Jarosławie Kaczyńskim jako bohaterach narodowych San Escobar.
Także w grach komputerowych umieszczono San Escobar i możliwość nawiązania z nim stosunków dyplomatycznych, na przykład w Realpolitiks.
Mianem „San Escobar” ochrzczono zwycięskie „pływadło” w 23. Mistrzostwach Polski w Pływaniu na Byle Czym. W 2017 roku bydgoska kawiarnia artystyczna Landschaft wystawiła na aukcji WOŚP jedyną paczkę kawy o ziarnach pochodzących z San Escobar (kooperacja z palarnią Audun Coffee oraz MSZ). 
Artykuł stylizowany na naukowy poświęcony geografii osadnictwa San Escobar i jej porównaniu z inną fikcyjną krainą – Śródziemiem – opublikowano w „Journal of Earth and Atmospheric Sciences”. Autor korespondencyjny podał afiliację instytucji z Santo Subito. Nagranie z wypowiedzią kreującą San Escobar wygrało sondę na najlepsze wideo w tvn24.pl w 2017 roku, uzyskując 34% spośród 1346 oddanych głosów, samo zaś wyrażenie San Escobar było w Polsce jedną z dziesięciu najczęściej wyszukiwanych fraz w Google. W Internecie pojawiło się w sprzedaży wiele gadżetów związanych z San Escobar, pizze o tej nazwie znalazły się w menu różnych pizzerii, a wniosek o rejestrację nazwy jako znaku towarowego złożyło od stycznia do marca 2017 pięć podmiotów gospodarczych.
Podmiot przejęzyczenia ministra Waszczykowskiego stał się podstawą do napisania pracy naukowej przez dr hab. Ewę Badydę i dr hab. Lucynę Wardę-Radys, zatytułowanej Santo Subito, Bimberro Grande i Pico de Waszczykowski (2017 m) – wykreowany w przestrzeni Internetu fikcyjny kraj San Escobar (wpływ kontekstu na strukturę pojęcia), która ukazała się w 2017 roku w publikacji „Media, biznes, kultura. Dziennikarstwo i komunikacja społeczna”. Inna praca inspirowana fenomenem karaibskiej krainy to artykuł wspomnianej językoznawczyni dr hab. Ewy Badydy, prof. UG – pt. Pidżin zrodzony z żartu? Przypadek języka kraju San Escobar, opublikowany w 2021 roku w czasopiśmie „Język. Religia. Tożsamość”.
Adam Traczyk wskazywał z kolei, że jakkolwiek wpadka Waszczykowskiego była zabawna, dyskusja wokół niej, w której zupełnie pomijano cel wizyty ministra (tj. członkostwo w Radzie Bezpieczeństwa ONZ), ujawniła wysoki poziom infantylizacji debaty publicznej w Polsce.
Za wypowiedź o nieistniejącym państwie San Escobar Witold Waszczykowski został laureatem plebiscytu Srebrne Usta 2017, prowadzonego przez Program III Polskiego Radia.